# Halgerda
Halgerda là một chi sên biển, một nhóm con sên biển mang trần thuộc nhánh Doridacea, là động vật thân mềm chân bụng không vỏ sống ở biển trong họ Discodorididae.
Chi này được phân loại trong họ Halgerdidae bởi Odhner (1934).

## Các loài
Các loài trong chi Halgerda gồm:
- Halgerda abyssicola Fahey & Gosliner, 2000
- Halgerda albocristata [4]
- Halgerda aurantiomaculata (Allan, 1932)[5]
- Halgerda azteca Fahey & Gosliner, 2000
- Halgerda bacalusia Fahey & Gosliner, 1999
- Halgerda batangas Carlson & Hoff, 2000
- Halgerda brunneomaculata Carlson & Hoff, 1993[5]
- Halgerda brycei Fahey & Gosliner, 2001
- Halgerda carlsoni Rudman, 1978[6]
- Halgerda dalanghita Fahey & Gosliner, 1999[4]
- Halgerda diaphana Fahey & Gosliner, 1999
- Halgerda dichromis Fahey & Gosliner, 1999
- Halgerda elegans Bergh, 1905[5]
- Halgerda fibra Fahey & Gosliner, 2000
- Halgerda formosa (Bergh, 1905)
- Halgerda graphica Basedow & Hedley, 1905 [5]
- Halgerda guahan Carlson & Hoff, 1993[5]
- Halgerda gunnessi Fahey & Gosliner, 2001
- Halgerda johnsonorum Carlson & Hoff, 2000
- Halgerda malesso Carlson & Hoff, 1993[5]
- Halgerda maricola Fahey & Gosliner, 2001
- Halgerda okinawa Carlson & Hoff, 2000
- Halgerda onna Fahey & Gosliner, 2001
- Halgerda orstomi Fahey & Gosliner, 2000
- Halgerda paliensis (Bertsch & Johnson, 1982)[5]
- Halgerda punctata Farran, 1902
- Halgerda rubicunda Baba, 1949[7]
- Halgerda stricklandi Fahey & Gosliner, 1999
- Halgerda terramtuentis Bertsch & Johnson, 1982[5]
- Halgerda tessellata (Bergh, 1880) - originally as Dictyodoris tessellata Bergh, 1880
- Halgerda theobroma Fahey & Gosliner, 2001
- Halgerda toliara Fahey & Gosliner,1999[4]
- Halgerda wasinensis Eliot, 1904
- Halgerda willeyi Eliot, 1904[8][9]

## Hình ảnh

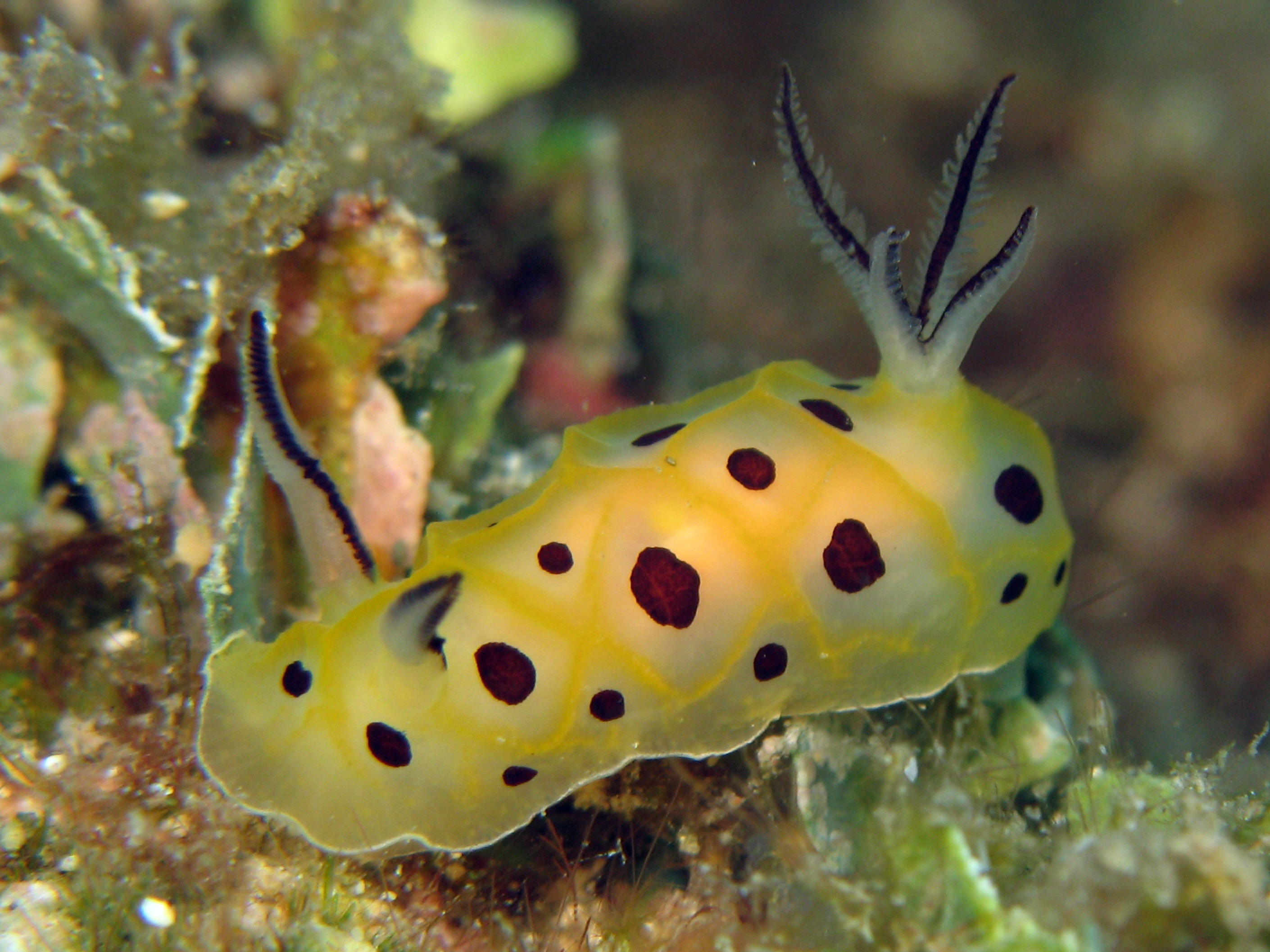
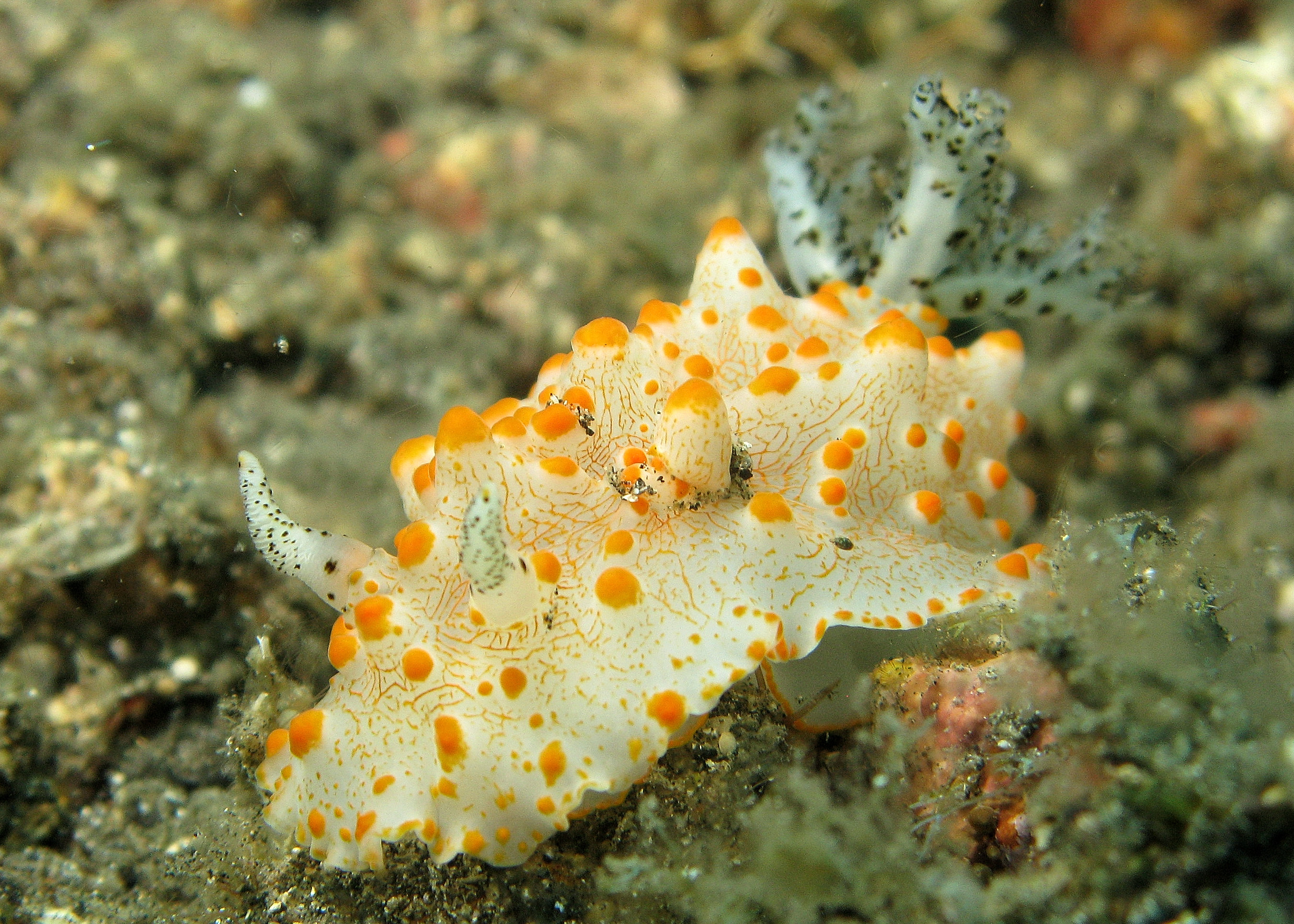
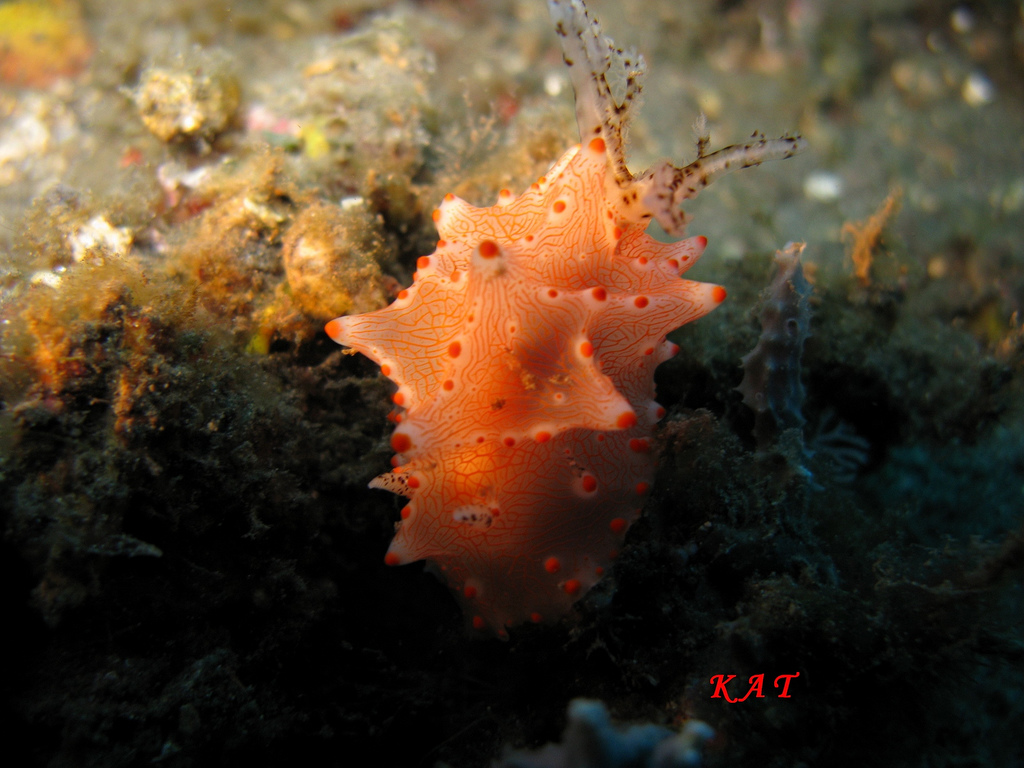
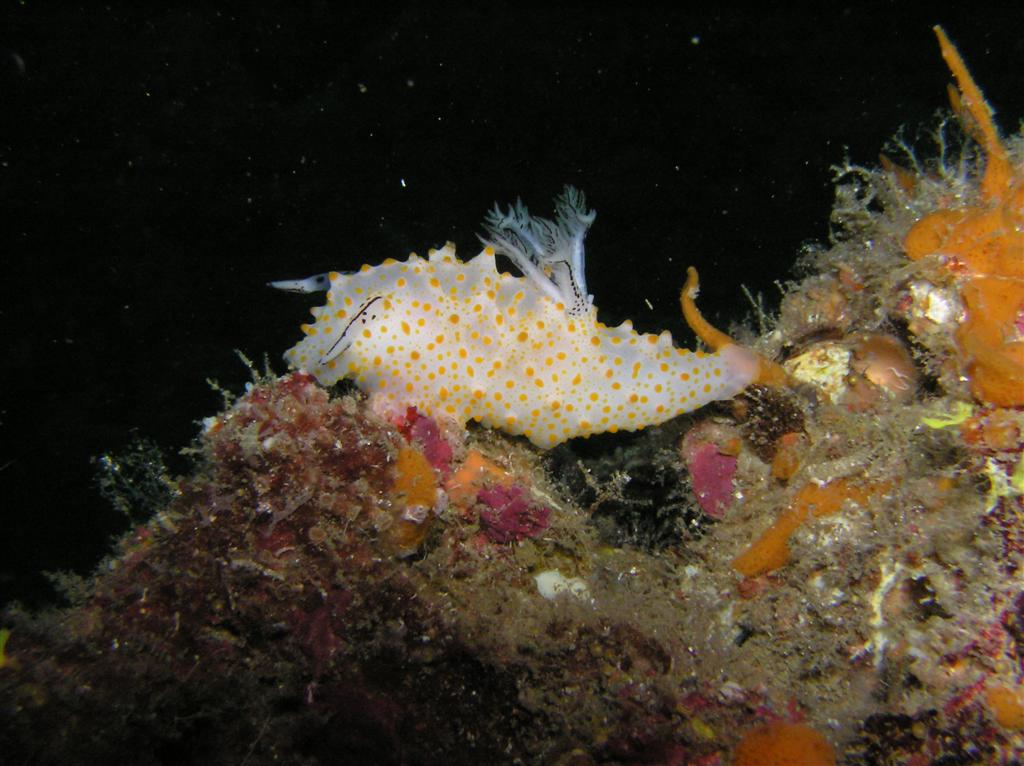